# Boundary County
Boundary County är ett administrativt område i delstaten Idaho, USA, med 10 972 invånare (2010). Den administrativa huvudorten (county seat) är Bonners Ferry.

## Geografi
Enligt United States Census Bureau har countyt en total area på 3 311 km². 3 287 km² av den arean är land och 24 km² är vatten.

### Angränsande countyn
- Lincoln County, Montana - öst
- Bonner County - syd
- Pend Oreille County, Washington - väst
- Central Kootenay Regional District, Kanada - nord